# Starbuck (Minnesota)
Starbuck es una ciudad ubicada en el condado de Pope en el estado estadounidense de Minnesota. En el Censo de 2010 tenía una población de 1302 habitantes y una densidad poblacional de 320,19 personas por km².

## Geografía
Starbuck se encuentra ubicada en las coordenadas 45°36′43″N 95°32′00″O / 45.61194, -95.53333. Según la Oficina del Censo de los Estados Unidos, Starbuck tiene una superficie total de 4.07 km², de la cual 4.07 km² corresponden a tierra firme y (0%) 0 km² es agua.

## Demografía
Según el censo de 2010, había 1302 personas residiendo en Starbuck. La densidad de población era de 320,19 hab./km². De los 1302 habitantes, Starbuck estaba compuesto por el 97.31% blancos, el 0.31% eran afroamericanos, el 0.31% eran amerindios, el 0% eran asiáticos, el 0% eran isleños del Pacífico, el 0.77% eran de otras razas y el 1.31% pertenecían a dos o más razas. Del total de la población el 1.31% eran hispanos o latinos de cualquier raza.